# Alcan Border
Alcan Border, noto anche come Port Alcan, è un census-designated place degli Stati Uniti d'America nello stato dell'Alaska.
Alcan Border fa parte dell'Unorganized Borough ed è censito nella Southeast Fairbanks Census Area. Si trova al confine (border) con il Canada, a nord-est di Beaver Creek, sull'Autostrada dell'Alaska. La popolazione era di 33 abitanti nel censimento del 2010.

## Posizione e clima
Alcan Border si trova nella zona climatica continentale e sperimenta inverni freddi ed estati calde. Le temperature medie variano da -3 a 21 °C.
Secondo lo United States Census Bureau, il CDP ha un'area totale di 385 chilometri quadrati, di cui, 383 km2  di terra e 1.8 km2 d'acqua.

## Storia, culture e demografia
Il nome deriva dalla superstrada Alaska-Canada, ora l'Alaska Highway, e il fatto che il suo confine orientale è il territorio dello Yukon, al confine del Canada.
La comunità Alcan è costituita da famiglie impiegate dalle dogane federali presso il punto d'ingresso negli Stati Uniti dal Canada. Gli studenti frequentano la scuola in Northway o sono scolarizzati a casa. Nel corso del 2000, le abitazioni totali erano 13. Il tasso di disoccupazione a quel tempo era dello 0%, anche se 35.59% degli adulti non erano nella forza lavoro. Il reddito medio familiare era di $65.000, il reddito pro capite di $21.938 e lo 0% dei residenti vivevano al di sotto della soglia di povertà.
Secondo le stime del 2000, vi erano 21 persone, 9 abitazioni e 6 famiglie. La densità di popolazione era di 0.1 persone per chilometro quadrato. La popolazione era composta dal 66.67% bianchi, 23.81% nativi americani, 4.76% asiatici e 4.76% da altre razze. Il 9.52% della popolazione erano ispanici o latini.

## Strutture e infrastrutture
I residenti di Alcan prendono l'acqua da un sistema in filodiffusione e da pozzi singoli. Circa il 60% delle case hanno un impianto idraulico completo. Un sistema comunitario di depurazione in filodiffusione serve la maggior parte delle famiglie, e sono utilizzate anche delle fosse settiche. Un generatore centrale distribuisce energia elettrica. L'elettricità è fornita dall'Alaska Power & Telephone. Non ci sono scuole statali nella comunità. Le strutture sanitarie più vicine sono a Northway o Tok. Alcan è classificato come un villaggio isolato.
Alcan Border è parte dell'Alaska Gateway School District. La Walter Northway School serve gli studenti comunitari.
L'Alaska non ha un'imposta sulle vendite statali e Alcan Border non ha alcuna autorità fiscale locale.